# V žabím pyžamu
V žabím pyžamu (anglicky Half Asleep in Frog Pajamas, 1994, česky Argo 2002) je román, který napsal americký spisovatel Tom Robbins.

## Děj
Kniha má několik hlavních hrdinů a dějem se prolínají jejich propletené osudy. Příběh se odehrává v Seattlu, rozběhne se a rozuzlí v pouhých čtyřech dnech. Děj začíná ve čtvrtek 5. dubna ve čtyři hodiny odpoledne a končí v pondělí 9. dubna v pět padesát ráno.
Gvendolína měla matku Američanku a otce Filipínce, který je rockový zpěvák nechvalné pověsti. Svým mírně exotickým vzhledem spíše trpí a má v sobě pořádný zmatek. Pracuje jako burzovní makléřka, ale práce se jí příliš nedaří. Ve chvíli, kdy burza zažije krach, se jí celý život hroutí, touží po materiálním přepychu, po dobrém společenském postavení, po pověstném americkém stylu života, ale její budoucnost je nejistá. Její přítel Belford si klidně odjede do Kalifornie hledat ztraceného opičáka Andrého a její nejlepší přítelkyně, kartářka Q-Jo, beze stopy zmizí.
Do tohoto zmatku se Gvendolína setkává s Larry Diamondem, který také býval makléřem, ale nyní zkoumá rituály kmenů v africkém Timbuktu (město v Mali) a při tom hojně užívá halucinogeny. Zároveň trpí rakovinou konečníku a neodolatelně přitahuje všechny ženy, včetně Gvendolíny. Tito dva se setkají a jejich cesty se spojí. Vedou spolu sáhodlouhé filozofické diskuse o všem možném. Do toho všeho se naskytne určitá, ne příliš legální možnost, jak vyléčit Larryho rakovinu…